# Philippinoeuops moseri
Philippinoeuops moseri es una especie de coleóptero de la familia Attelabidae.

## Distribución geográfica
Habita en Filipinas.